# چمچه‌سوسمار
چمچه‌سوسمار (نام علمی: Mystriosuchus) نام یک سرده از تیره فیتوسور است.